# Delabializacja
Delabializacja – proces fonetyczny przeciwny do labializacji, zanik zaokrąglenia warg przy wymowie samogłosek tylnych. Np. przejście ū w y (IPA [ɯ:]) i zapewne krótkiego u w ъ (prawdopodobnie [ɯ]) w języku prasłowiańskim.